# Du har blivit stor nu (en kamp!)
Du har blivit stor nu (en kamp!) från 2008 är det första albumet med Nina Ramsby Ludvig Berghe Trio. 

## Låtlista
Musiken är skriven av Ludvig Berghe och texterna av Nina Ramsby.
1. Nu väntar tiden – 4:58
2. Här inne eru kvar! – 5:12
3. Om ett tag får vi ro [ett brev] – 6:59
4. Du har blivit stor nu [en kamp!] – 4:50
5. Och alla dom andra – 8:42
6. Du och jag e på väg igen – 8:21
7. Stiltje [välj det som för dig framåt] – 8:06
8. Vi flyger in i solens ljus – 5:36
9. Nu vandrar jag iväg bort – 7:03
10. Ere sagt, ere så? – 5:02
11. [Jag hör] din tankes röst – 6:50

## Medverkande
- Nina Ramsby – sång, klarinett, basklarinett, kornett
- Ludvig Berghe – piano
- Lars Ekman – bas
- Daniel Fredriksson – trummor

## Mottagande
Skivan fick ett gott mottagande när den kom ut med ett genomsnitt på 4,2/5 baserat på 13 recensioner.

## Listplaceringar
| Lista (2008) | Topplacering |
| ------------ | ------------ |
| Sverige      | 34           |